# Nick Buckley

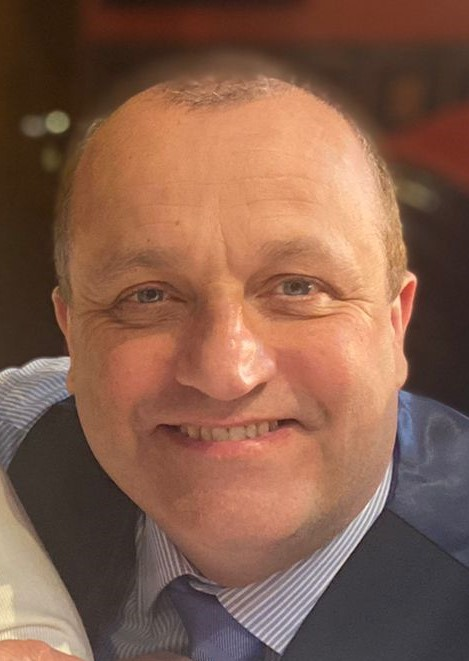
Porträt von Nick Buckley (um 2020)

Nick Buckley MBE (geb. 1968) ist ein britischer Aktivist und Politiker, der sich vor allem für Obdachlose einsetzt. Der Gründer der Hilfsorganisation The Mancunian Way (deutsch in etwa „Auf Manchester Art“), benannt nach dem von der A57(M) und der A635(M) gebildeten Autobahnteilstück, ist vorwiegend in Greater Manchester aktiv.
Buckley wuchs in Longsight, einem Kiez im Süden Manchesters, auf.
Nachdem er vom Manchester City Council 2011 nach 15 Jahren als Sozialarbeiter entlassen worden war, gründete er die Hilfsorganisation The Mancunian Way. Diese entließ Buckley im Juni 2020, nachdem er Black Lives Matter als postmoderne Neomarxisten, die die westliche Demokratie zerstören wollen, kritisiert hatte. Nach Protesten trat das Kuratorium des Vereins zurück, um den Rechtsweg zu vermeiden; das neue Kuratorium setzte Buckley wieder ein.

## Werke
- Nick Buckley: Lessons in courage: how I fought back against cancel culture and won. Academica Press, Washington 2021, ISBN 978-1-68053-745-1.